# Lockcidium
× Lockcidium (abreviado Lkcdm) es un híbrido intergenérico entre los géneros de orquídeas Lockhartia  × Oncidium. Fue publicado en Orchid Rev. 90(1070, cppo): 9 (1982).